# Chasseurs Ardennais
O Bataillon de Chasseurs Ardennais ( lit.  "Batalhão de Caçadores das Ardenas")  é uma unidade de infantaria do Componente Terrestre das Forças Armadas Belgas. Originalmente formada em 1933 para garantir a defesa da província belga de Luxemburgo e particularmente conhecida por seu desempenho durante a Segunda Guerra Mundial, a unidade atualmente opera como infantaria mecanizada e faz parte da Brigada Motorizada.
Como parte da política de "defesa integrada do território", os Chasseurs ardennais foram formados pela primeira vez como uma unidade de infantaria ligeira em 1933 a partir do já existente 10º Regimento de Linha. O objetivo era defender a região predominantemente rural ao sul das Posições Fortificadas de Namur e Liège de uma invasão alemã. Considerada uma unidade de alto valor, era formada em grande parte por voluntários da região e contava com equipamentos mais modernos. Após o retorno da Bélgica à neutralidade em 1936, o papel dos Chasseurs ardennais mudou e a formação se expandiu significativamente. Eventualmente, consistia-se em duas divisões de exército completas com artilharia e unidades móveis.
Na época da invasão alemã da Bélgica em maio de 1940, os Chasseurs ardennais tiveram mais sucesso em combate do que muitas outras unidades e travaram uma série de ações bem-sucedidas de pequena escala contra o exército alemão antes da capitulação do exército belga. Após a guerra, as tradições militares dos Chasseurs ardennais foram revividas em 1946. A unidade fazia parte das Forças Belgas na Alemanha e, posteriormente, participou de uma série de missões internacionais de manutenção da paz, além de missões da OTAN. Foi reduzido a seu contingente atual em 2011.
Após a sua criação, os Chasseurs ardennais adotaram uma boina verde basca e uma insígnia representando um javali.

## História

### Criação e início, 1933-1940

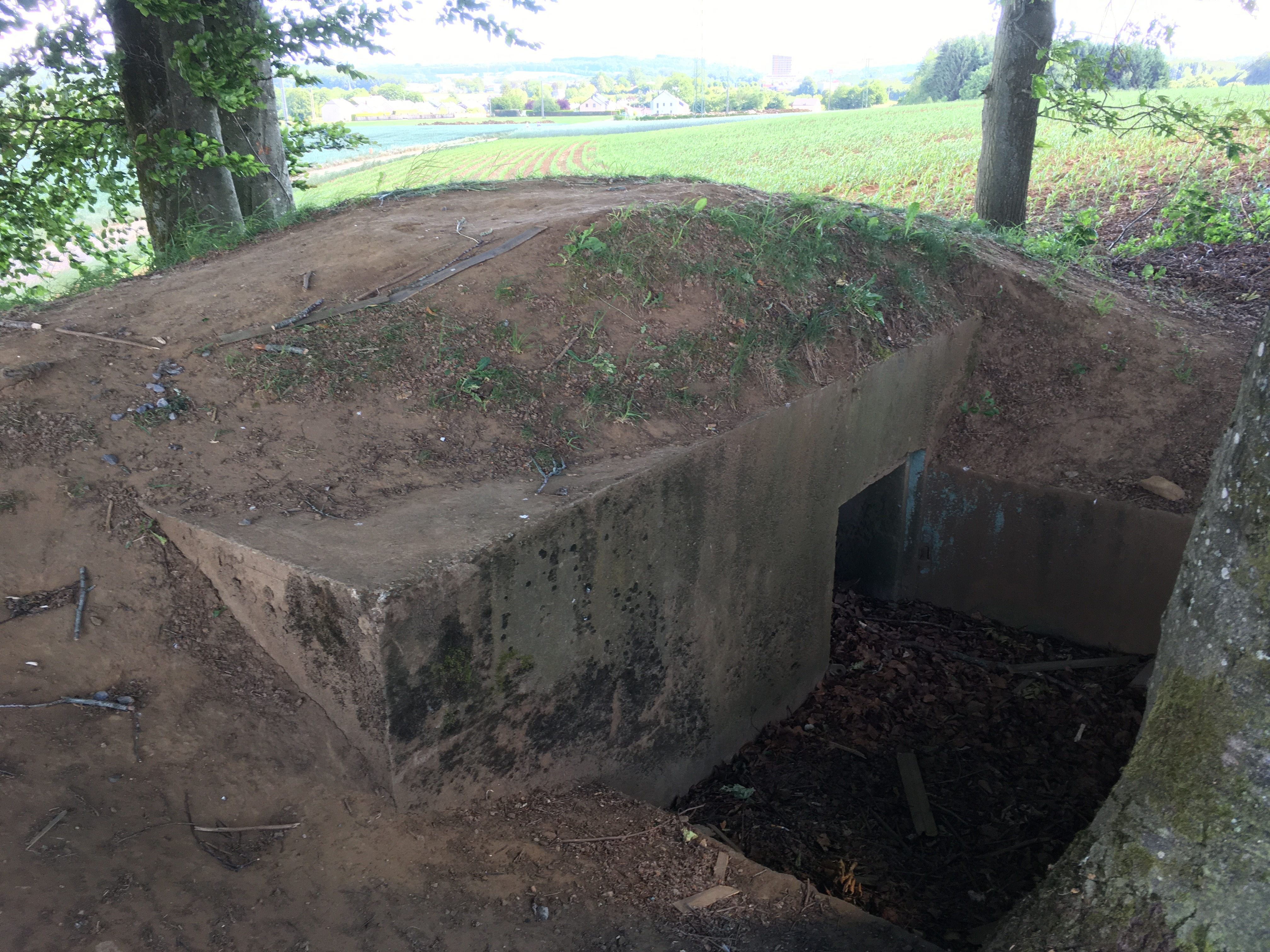
Uma visão moderna de um abrigo de concreto na fronteira perto de Arlon ao longo da fronteira sudeste com a Alemanha e Luxemburgo criado como parte da política de "defesa integrada do território" antes de seu abandono em 1936.

Os planejadores militares belgas há muito tempo estavam cientes da vulnerabilidade particular da província de Luxemburgo, que ficava relativamente indefesa ao sul da Posição Fortificada de Namur e da Posição Fortificada de Liège. Albert Devèze, ministro liberal da Defesa entre 1932 e 1936, há muito tempo exigia a criação de uma nova unidade de infantaria ligeira de elite no exército belga para defender a região como parte da "defesa integrada do território" em conjunto com a aliança militar em curso da Bélgica com a França. Uma ideia semelhante foi cogitada várias décadas antes. A nova unidade foi parcialmente inspirada nos franceses Chasseurs Alpins e nos alpini italianos.  A política de Devèze foi criticada por alguns na época, incluindo o general Émile Galet, por diluir a força do exército belga em toda a fronteira e, portanto, tornar impossível concentrar a força do exército de forma mais eficaz em qualquer lugar. 
Por iniciativa de Devèze e do General Albert Hellebaut, o 10ª Regimento de Linha, estacionado em Arlon, foi rebatizado como Regimento de Caçadores das Ardenas (Régiment de Chasseurs ardennais, abreviado para ChA) por decreto real em 10 de março de 1933.  A nova unidade seria composta em grande parte por voluntários em vez de conscritos. Embora a ideia de um uniforme distinto tenha sido rejeitada, os Chasseurs ardennais adotaram uma boina basca verde distinta no estilo dos caçadores alpinos franceses e um distintivo de boné de javali. Na época, os Chasseurs ardennais eram a única unidade do Exército belga a usar boina.  Ao mesmo tempo, uma série de 375 casamatas foi construída ao longo da fronteira belga para os Chasseurs ardennais defenderem como parte da chamada Linha Devèze. Em substituição ao 10º Regimento de Linha, o 14º Regimento de Linha foi criado em junho de 1934. 

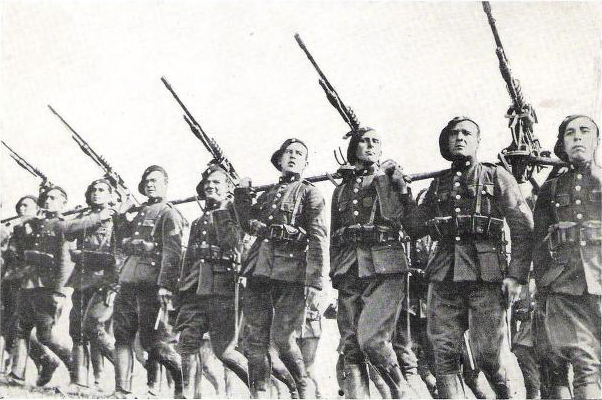
Chasseurs ardennais fotografados nos anos entre guerras, usando as esclusivas boinas verdes da unidade, carregando metralhadoras Hotchkiss

Após a sua fundação, os Chasseurs ardennais passaram por um período significativo de mudança organizacional e expansão. O regimento original foi substituído por três batalhões separados de Chasseurs ardennais em agosto de 1934, que deveriam formar parte de três "grupos mistos" baseados em Arlon, Vielsalm e Bastogne, onde seriam apoiados por unidades de ciclistas de fronteira recentemente formadas e altamente móveis ( Unités cyclistes frontière), bem como apoiar formações de artilharia.  Estas últimas unidades foram absorvidas pelo novo Grupo de Artilharia dos Chasseurs Ardennais (Groupe d'Artillerie des Chasseurs ardennais) em setembro de 1934.  Os três grupos mistos e o grupo de artilharia foram, por sua vez, fundidos em um único Corpo de Chasseurs ardennais ( Corps des Chasseurs ardennais) em novembro de 1934 baseado em Arlon e depois em Namur. 
Após o retorno da Bélgica à neutralidade em 1936, a ideia de defesa da fronteira foi abandonada e os Chasseurs ardennais foram brevemente ameaçados de desmobilização de sua unidade. O seu papel foi revisto e, no planejamento da defesa, pretendia-se agora que se retirassem da fronteira para o outro lado do rio Meuse no caso de uma invasão alemã a partir da província do Luxemburgo. Ainda assim os Chasseurs ardennais permaneceram praticamente inalterados e continuaram a se expandir. Os "grupos mistos" foram renomeados como "regimentos" e o corpo renomeado como uma divisão entre março e julho de 1937 . O grupo de artilharia dos Chasseurs ardennais teve seu efetivo aumentado e passou a se chamar Regimento de Artilharia dos Chasseurs Ardennais (Régiment d'Artillerie des Chasseurs Ardennais) em setembro de 1938.  Após a mobilização do Exército belga no final de 1939, esta divisão compreendia 35.000 homens e em adição uma segunda divisão de mais três regimentos foi criada.  A 1ª Divisão foi comandada no início da guerra pelo General Victor Descamps; a 2ª Divisão pelo General François Ley.
Desde o início, os Chasseurs ardennais receberam uma parcela extraordinariamente grande de equipamentos modernos. Isso incluía o novo rifle Mauser Modelo 1935 e a metralhadora FN Model 1930.  Em 1938, cada regimento tinha 16 caça-tanques T-13 e três tanques leves T-15. 

### Segunda Guerra Mundial, 1940

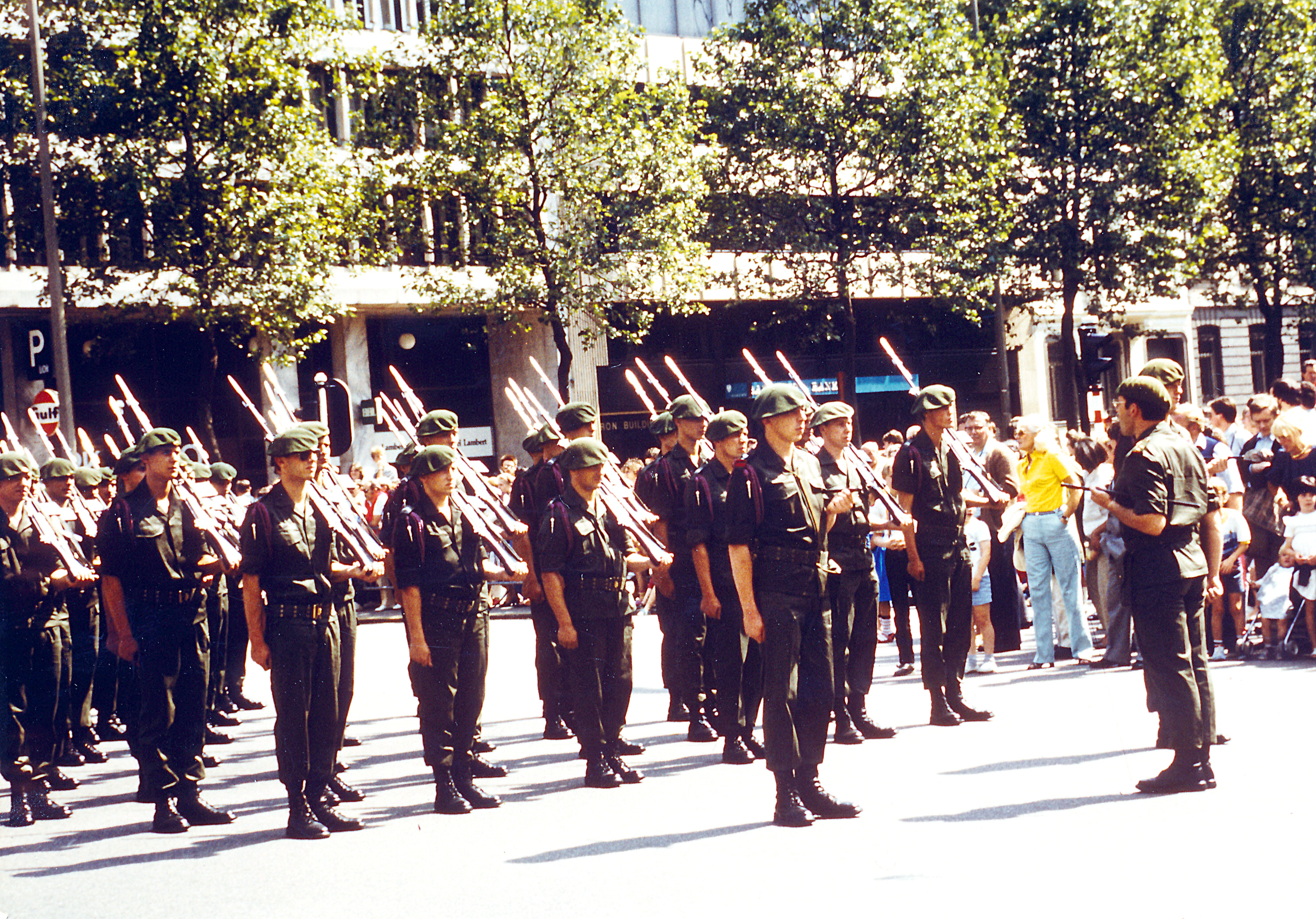
Um destacamento do Regimento de Chasseurs Ardennais se reunindo antes do desfile do Dia Nacional da Bélgica em 21 de julho de 1989 em Bruxelas.

A Bélgica foi invadida pela Alemanha nazista em 10 de maio de 1940. As unidades de Chasseurs ardennais participaram de combates pesados durante a campanha que se seguiu e obtiveram alguns sucessos notáveis. Em um deles, um canhão antitanque de 47 mm destruiu ou danificou cinco tanques alemães. A 5ª Companhia do 2º Batalhão reteve elementos da 1ª Divisão Panzer em Bodange por um dia inteiro.
As unidades de Chasseurs ardennais lutaram na Batalha de Lys (24-28 de maio de 1940) e mantiveram posição em Gottem, Deinze e Vinkt. O exército belga finalmente se rendeu em 28 de maio de 1940.

### Pós-guerra, 1945–presente
Após a libertação da Bélgica em 1944, o exército belga foi gradualmente reformado e várias unidades recém-criadas foram enviadas para treinamento na Irlanda do Norte nos meses finais do conflito. Vários ex-membros dos Chasseurs ardennais foram recrutados para o 1º Batalhão da recém-fundada 4ª Brigada de Infantaria "Steenstraete", que retornou à Bélgica em novembro de 1945 e mais tarde foi destacada como parte do Exército Belga de Ocupação para participar dos ocupação da Alemanha. Como parte da reorganização das tradições da unidade belga, este batalhão tornou-se o Batalhão de Caçadores das Ardenas ( Bataillon des Chasseurs Ardennais) em março de 1946 e posteriormente o 1º Batalhão de Chasseurs ardennais, assumindo as tradições do 1º Regimento anterior. A boina verde foi restabelecida em fevereiro de 1947. Mais cinco batalhões foram posteriormente recriados.
Nos anos seguintes, unidades de Chasseurs ardennais foram implantadas no Congo Belga e em Ruanda-Urundi na época da descolonização. Também participou de operações de manutenção da paz na ex-Iugoslávia. Como parte dos cortes nos gastos com defesa após a Guerra Fria, o regimento foi reduzido à força de batalhão em 2011. Consistia em 415 homens em 2015.

## Méritos em batalha
O estandarte da unidade carrega as seguintes citações por méritos em batalha:
- Namur;
- Termonde;
- Yser;
- Esen;
- Kortemark;
- Ardenas;
- La Dendre, 1940;
- Vinkt.

Santo Huberto é o padroeiro do batalhão.

## Uniforme e insígnia
Os Chasseurs Ardennais, desde o início, usam uma grande boina verde além do uniforme que o resto do exército usa. A insígnia usada no boné é a cabeça de um javali encontrado na região das Ardenas.

## Organização
O Batalhão de Caçadores das Ardenas é composto pelas seguintes subunidades:
- Estado-Maior do batalhão;
- 1ª companhia;
- 2ª companhia;
- 3ª companhia;
- companhia de serviços.